# 野間岳
野間岳（のまだけ）は、薩摩半島の南西部、野間半島に聳える火山岩からなる山である。遠方から眺めると急峻な円錐形をなしており、開聞岳、金峰山と並んで「薩摩半島の三名山」あるいは「薩南の三岳」の一つに数えられる。地元ではタケ、ノマンダケ、ノマンタケドンと呼ばれる。

## 山容
南側山腹に雌岳（野間岳を雄岳とする）を従え、標高500メートル以上は岩石の露出する急崖となっている。山腹の八合目に野間神社、山頂に一等三角点がある。東方海岸沿いに円錐形の小山があり山容が野間岳に似ていることから小岳と名付けられている。
南側山麓の黒瀬から野間神社を経由した登山道が整備されており、徒歩約2時間で頂上まで登ることができる。毎年2月20日の野間神社例祭に登山する風習があり、タケメイ（岳参り）、ハツカマツイ（二十日祭り）、ノマンタケマツイ（野間岳祭り）と呼ばれる。
山体は新第三紀に四万十層群の上に形成された安山岩と凝灰角礫岩からなる古い火山の跡である。海岸付近にはサツマノギク、ホソバワダンなど、山腹には亜熱帯森林に相当するアコウやタブノキなど、中腹にはタブノキやスダジイなど、山頂付近にはイスノキやウラジロガシなどが見られる。また、ヤマモモ、シャリンバイ、クチナシ、アラゲサクラツツジ（ノマツツジ）などの花々を見ることもできる。

## 歴史
野間神社社記によると、野間岳は瓊々杵尊が最初に上陸した地であり、山腹に神代の都「笠狭宮」（宮ノ山遺跡）があったとされる。古くから山岳信仰の対象となっており、海上から目立つ山容のため特に航海者からの信仰が厚かった。
『日本書紀』神代下・第九段の一書（第六）の、「吾田の長屋の笠狭の碕に到ります。遂に長屋の竹島に登ります」という瓊々杵尊が登ったとされる竹島（たかしま）が、野間岳であるといわれている。
江戸時代以前は中国の船が長崎港へ向かう際にこの山を目印とし、海上からこの山を見つけたときには酒を捧げて祝った。中国出身の船乗りたちは娘媽（媽祖）信仰にちなんで娘媽山あるいは天妃山と呼んでいた。野間岳は古くは笠砂嶽と呼ばれていたが、娘媽（ろうま、ぬま）神を祀るようになってから野間岳と呼ばれるようになったとされる。一方で、それ以前から野間岳と呼ばれていたとする見方もある。

## 伝説
薩摩半島南部に対峙する金峰山と野間岳は仲が悪く、金峰山が野間岳に矢を射て耳に当たったため野間岳は片耳になり、射られた野間岳は耳を取って金峰山にぶつけたため金峰山の一方の肩が低くなったといわれる。また、野間岳の神様が金峰の神様に石を投げ、仕返しに金峰の神様がススキを投げて野間岳の神様の目に当たり片方の目が小さくなったという伝説もある。
また娘媽信仰に関連して、中国福建省莆田の娘が神のお告げにより海へ身を投げ、その遺骸が野間に流れ着き、漁民たちが野間岳山頂に葬り野間権現社としたという伝説がある。